# Annie Corley
Annie Corley (Lafayette, 1960) è un'attrice statunitense. Ha partecipato ad una vasta varietà di film e serie tv dal 1990. È principalmente conosciuta per aver interpretato il personaggio della figlia di Meryl Streep nel film I ponti di Madison County.

## Biografia
Laureata alla DePauw University in Indiana, ha iniziato la sua carriera di attrice comparendo nel film Malcolm X. Da allora, è stata coinvolta in numerosi altri film candidati all'Oscar, come ad esempio Le regole della casa del sidro, Seabiscuit - Un mito senza tempo, 21 grammi  e Monster. È stata coprotagonista in The Lucky Ones - Un viaggio inaspettato  e, nel 2009, è apparsa in Crazy Heart  e in Giustizia Privata.
Tra le sue apparizioni televisive, ha partecipato come guest star alle serie The Closer, NYPD - New York Police Department, Il tocco di un angelo, West Wing - Tutti gli uomini del Presidente, Senza traccia, La signora in giallo, CSI - Scena del crimine e The Practice - Professione avvocati.

## Filmografia

### Cinema
- Malcolm X, regia di Spike Lee (1992)
- I ponti di Madison County (The Bridges of Madison County), regia di Clint Eastwood (1995)
- Box of Moonlight, regia di Tom DiCillo (1996)
- Free Willy 3 - Il salvataggio (Free Willy 3: The Rescue), regia di Sam Pillsbury (1997)
- Last Chance, regia di Bryan Cranston (1999)
- Le regole della casa del sidro (The Cinder House Rules), regia di Lasse Hallström (1999)
- If Only You Knew, regia di David Snedeker (2000)
- Per una sola estate (Here on Earth), regia di Mark Piznarski (2000)
- Vite nascoste (Forever Lulu), regia di John Kaye (2000)
- Juwanna Mann, regia di Jesse Vaughan (2002)
- Seabiscuit - Un mito senza tempo (Seabiscuit), regia di Gary Ross (2003)
- 21 grammi (21 Grams), regia di Alejandro González Iñárritu (2003)
- Monster, regia di Patty Jenkins (2003)
- Stick It - Sfida e conquista (Stick It), regia di Jessica Bendinger (2006)
- The Lucky Ones - Un viaggio inaspettato (The Lucky Ones), regia di Neil Burger (2008)
- The Answer Man, regia di John Hindman (2009)
- Giustizia privata (Law Abiding Citizen), regia di F. Gary Gray (2009)
- Crazy Heart, regia di Scott Cooper (2009)
- Faster, regia di George Tillman Jr. (2010)

### Televisione
- Law & Order - I due volti della giustizia (Law & Order) - serie TV, 2 episodi (1990-2005)
- Monsters - serie TV, un episodio (1990)
- The President's Child, regia di Sam Pillsbury (1992)
- Avvocati a Los Angeles (L.A. Law) - serie TV, un episodio (1993)
- Il cane di papà (Empty Nest) - serie TV, un episodio (1993)
- The Tommyknockers - Le creature del buio (The Tommyknockers) - serie TV, 2 episodi (1993)
- Guardia del corpo (Pointman) - serie TV, regia di Robert Ellis Miller, un episodio (1994)
- Children of the Dark, regia di Michael Switzer (1994)
- A Time to Heal, regia di Michael Toshiyuki Uno (1994)
- Per mancanza di prove (Beyond Betrayal), regia di Carl Schenkel (1994)
- La signora in giallo (Murder, She Wrote) - serie TV, episodio 11x15 (1995)
- NYPD - New York Police Department (NYPD Blue) - serie TV, 2 episodi (1997)
- The Practice - Professione avvocati (The Practice) - serie TV, 2 episodi (1997-1998)
- To Have & to Hold - serie TV, un episodio (1998)
- The '60s - miniserie TV (1999)
- West Wing - Tutti gli uomini del Presidente (The West Wig) - serie TV, 2 episodi (1999-2000)
- Squadra Med - Il coraggio delle donne (Strong Medicine) - serie TV, un episodio (2001)
- The Agency - serie TV, un episodio (2001)
- Il tocco di un angelo (Touched by an Angel) - serie TV, un episodio (2001)
- The Pennsylvania Miners' Story, regia di David Frankel (2002)
- Senza traccia (Without a Trace) - serie TV, un episodio (2004)
- NCIS - Unità anticrimine (NCIS) - serie TV, episodio 2x10 (2004)
- CSI - Scena del crimine (CSI: Crime Scene Investigation) - serie TV, un episodio (2005)
- Crossing Jordan - serie TV, un episodio (2006)
- The Closer - serie TV, un episodio (2009)
- CSI: Miami - serie TV, un episodio (2010)
- The Killing - serie TV, 15 episodi (2011-2014)
- Blue Eyed Butcher, regia di Stephen Kay (2012)
- Law & Order - Unità vittime speciali (Law & Order: Special Victims Unit), serie TV, un episodio (2017)

## Doppiatrici italiane
Nelle versioni in italiano delle opere in cui ha recitato, Annie Corley è stata doppiata da:
- Roberta Greganti ne I ponti di Madison County, The Killing
- Stefania Romagnoli in Vite nascoste, The Closer
- Paila Pavese in Per una sola estate
- Elettra Bisetti in Monster
- Angiola Baggi in CSI - Scena del crimine
- Anna Rita Pasanisi in Giustizia privata